# Nyckeltal
Nyckeltal avser en benämning på vissa tal som ofta används för att värdera ett företag eller en organisation och dess verksamhet. Det räcker inte alltid med att uttrycka resultatet (årets vinst eller förlust) i kronor för att avgöra om företaget går bra eller dåligt. Det säger väldigt lite eftersom man då inte vet något om företagets omsättning eller satsat kapital. Därför måste resultatet ställas i relation till något. Det kallas nyckeltal för att man ser det som en "nyckel" till att förstå företagets utveckling. Man tittar då främst på företagets soliditet, likviditet, omsättning, avkastning och nettomarginalen. 

## Exempel på nyckeltal
- P/E-tal
- P/S
- Soliditet
- Re (räntabilitet på eget kapital)
- Rt (räntabilitet på totalt kapital)
- Rsyss (räntabilitet på sysselsatt kapital)
- Rop (räntabilitet på operativt kapital)
- Kapitalomsättningshastighet
- Skuldsättningsgrad
- Rörelsemarginal
- Beta
- Betalningsindex
- Sharpekvot

Nyckeltal kan även vara icke-ekonomiska effektivitetsindikatorer, exempelvis arbetstid/produkt, kundnöjdhet eller nyttjandegrad av maskiner. Ett annat exempel är de nyckeltal som kan användas i ett så kallat hälsobokslut. Ett hälsobokslut beskriver ett företags personals hälsa i nyckeltal och ger vägledning om när det är lönsamt att satsa på rehabilitering, förebyggande eller hälsofrämjande åtgärder i arbetsmiljön och andra personalinvesteringar. Hälsobokslutet kan också visa vad insatserna kostat och intäkterna de genererat.

## Nyckeltal för verksamheten (KPI)
Detta är ett begrepp från ekonomiengelskans key performance indicator, vanligen endast förkortat KPI, som används för att mäta effektivitet hos till exempel en verksamhet. Vilka faktorer som mäts varierar från fall till fall, men syftet är att genom att mäta ett fåtal indikatorer, nyckeltalen, få ett korrekt mått på prestanda, effektivitet eller prestation av hela verksamheten.
Några exempel på nyckeltal kan vara
- försäljningsintäkt
- vinstmarginal
- kostnadsreduktion
- medelnivå på kundnöjdhet på en skala
- maximal väntetid för en kund[2]